# Dräng

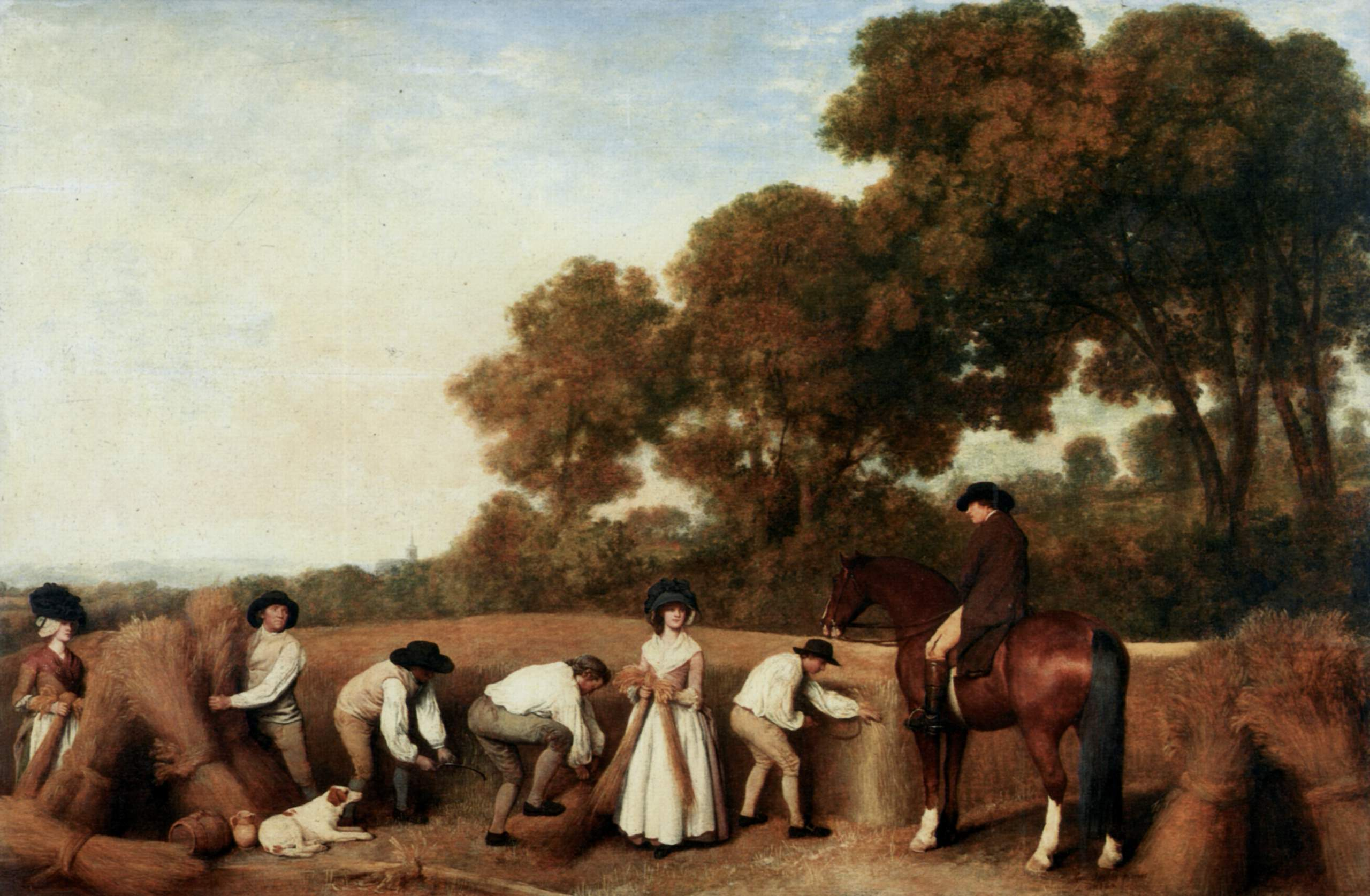
Både drängar och pigor deltog i skörden.

Dräng eller bonddräng kallar vi idag tjänstedrängarna från 1700- och 1800-talet, det vill säga gossar, ynglingar och män, gifta eller ogifta, som till skillnad från daglönare och säsongsarbetare var varaktigt anställda i jordbruket. Deras bostäder kallades drängstuga eller drängkammare.
Enligt legohjonsstadgan, med vissa förändringar i kraft 1664–1926, skulle åbor och jordägare erbjuda "laga försvar" i form av årstjänst för lantarbetare, sedan 1833 från den 1 november till den 24 oktober med ömsesidig uppsägningsrätt den 24 augusti. Arbetsföra personer, som inte försörjdes på annat sätt, var fram till 1885 skyldiga att ta sådan anställning.
Tjänstgöring som dräng, liksom som piga, var den yrkesutbildning som stod till buds för dem som inte lärde ett hantverk som lärling.
I fornsvenskan, liksom i danskan betyder ordet ”ung, ogift man”, men redan i landskapslagarna talas om ”drænger” i betydelsen "tjänare".

## Drängar i fiktiva berättelser
- Alfred i Astrid Lindgrens Emil i Lönneberga
- Mårten Gås i Disneys Kalle Anka
- Robert Nilsson i Vilhelm Mobergs Utvandrarserien

## Sånger om drängar
- "Fattig bonddräng"